# Enrique II del Sacro Imperio Romano Germánico
San Enrique II el Santo, también conocido por Enrique II de Alemania (6 de mayo de 973-13 de julio de 1024), rey alemán (1002-1024) y emperador del Sacro Imperio Romano Germánico (1014-1024), el último del linaje del emperador Otón I y de la dinastía Sajona. Santo de la Iglesia católica que se destacó por su actividad misionera y reformista. Fue oblato de la Orden de San Benito y es patrono de todos los oblatos de la orden benedictina y de los que no tienen hijos. La Iglesia católica conmemora su festividad el 13 de julio.
Algunas fuentes señalan como fecha de nacimiento el 6 de mayo de 973. Fue hijo de Enrique II el Pendenciero, duque de Baviera, y de su esposa, Gisela de Borgoña. Como su padre se había levantado contra dos reyes anteriores, tuvo que exiliarse en su juventud. Sucedió a su padre en el ducado de Baviera en el año 995 como Enrique IV el Santo.

## Elección como rey alemán
Al fallecer el emperador Otón III en enero de 1002, se convirtió en rey de Alemania, pero existía cierta oposición a su candidatura como emperador del Sacro Imperio. Pese a eso, fue elegido emperador el 7 de junio de 1002, si bien tardó un año más en ser reconocido unánimemente por los cinco príncipes alemanes del Reichstag.

## Campañas militares contra el Principado de Polonia y en territorio italiano

Maniobras de la guerra germano-polaca de 1002-1005

Enrique tuvo que emplear algunos años en consolidar sus fronteras. Hizo una campaña contra el duque Boleslao I el Bravo de Polonia y tuvo que trasladarse a Italia para enfrentarse a Arduino de Ivrea, que se había proclamado rey. Enrique fue coronado rey de Italia en Pavía  en la basílica de San Miguel el Mayor el 15 de mayo de 1004. Su segunda campaña contra el ducado de Polonia se saldó con una nueva victoria, que culminó en un tratado de paz en 1018 por el que el ducado de Polonia tuvo que desprenderse de Bohemia.

## Elección como emperador alemán y apoyo a la Iglesia
Tras efectuar una segunda campaña en territorio italiano para consolidar su poder, fue coronado emperador por el papa Benedicto VIII el 14 de febrero de 1014. En el año 1020 tuvo que encabezar una tercera expedición para garantizar sus dominios italianos.
Enrique II apoyó el poder de los obispos frente al clero monástico. Se interesó por cuestiones de la administración de la Iglesia. Fue partidario del celibato eclesiástico como medio para evitar el dominio de los territorios de la Iglesia por linajes familiares. Es un personaje cuyas actuaciones resultarían muy importantes en la evolución de la historia de la Iglesia: en 1014 con motivo de su coronación como emperador (el 14 de febrero de 1014), solicitó al papa Benedicto VIII la recitación del Credo con la inclusión del Filioque, que era la fórmula popularmente aceptada en sus territorios francos y germanos. El papa accedió a su petición, con lo que por primera vez en la historia el filioque se usó en Roma. Este hecho sería de gran trascendencia, pues sería la justificación para la separación de las Iglesias ortodoxas orientales tras el cisma de Oriente de 1054.
El papa Eugenio III canonizó a Enrique II en 1146; Inocencio III hizo lo propio con su esposa Santa Cunegunda en 1200.
La conmemoración de san Enrique no aparece en el santoral del calendario tridentino. La conmemoración canónica fue incorporada en el calendario católico de 1631 en el día 13 de julio, fecha de su fallecimiento, que era también la fecha local de celebración. Posteriormente, la fiesta fue llevada al 15 de julio en el año 1668. En 1969, Pablo VI trasladó la fiesta al 13 de julio, coincidente con el día de la muerte como es habitual.

## Relaciones con países vecinos y muerte

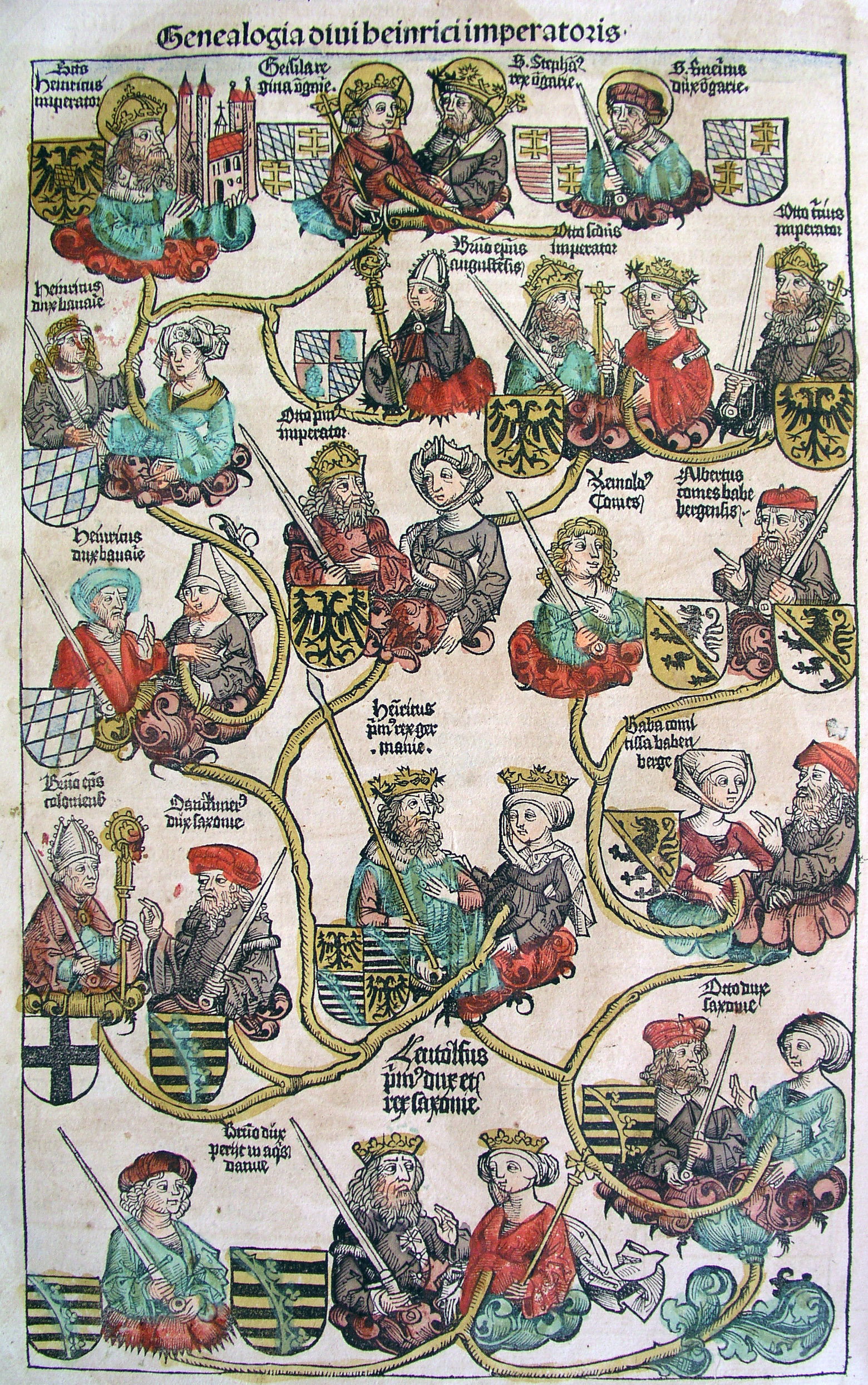
Árbol genealógico de Enrique II en las Crónicas de Núremberg.

Aunque Enrique II se reunió en 1023 con Roberto II de Francia para discutir reformas eclesiásticas, jamás se llevaron a cabo, y cabe destacar que las relaciones políticas entre ambos países eran muy favorables. Por otra parte, mantuvo como aliado a Hungría, ya que la esposa del rey San Esteban I, Gisela de Baviera, era hermana de Enrique II. Puesto que en este periodo Hungría se hallaba en el proceso de cristianización y se organizaban las diócesis y arquidiócesis, numerosos religiosos alemanes, así como gran cantidad de nobles y caballeros, fueron a buscar suerte en la corte de San Esteban I, siendo bien recibidos y otorgándoseles en muchas ocasiones algunas tierras en el reino tras jurar lealtad al soberano húngaro.
Enrique II murió el 13 de julio de 1024 y fue enterrado en la catedral de Bamberg. Enrique II y su esposa, Santa Cunegunda, no tuvieron hijos.